# Ketenisseschor
De Ketenisseschor is een natuurgebied bij de Belgische plaats Kallo (gemeente Beveren, provincie Oost-Vlaanderen).
Het is een schorrengebied, omspoeld door brak water, dat zich uitstrekt langs de oevers van de Schelde van Fort Liefkenshoek zuidwaarts tot de monding van het Waaslandkanaal.
Het gebied is 4 km lang en heeft een oppervlak van ongeveer 44 ha.
De schor werd vroeger benut als buitenpolder (Ketenissepolder) tussen een lage zomerdijk en een hoge winterdijk. Aldus kon het in de zomertijd als hooiland benut worden terwijl het in wintertijd overstroomde.
Toen er een hoge winterdijk werd aangelegd kwam het poldertje geïsoleerd te liggen en verloor zijn functie als hooiland. Er werd grond gestort die vrijkwam bij de aanleg van de Liefkenshoektunnel. Het rommelige gebied bleef niettemin in trek bij broedvogels. Uiteindelijk werd het gebied als natuurcompensatiegebied aangemerkt en werd de overtollige grond afgegraven tot op de hoogte van de schorren. Deze kunnen zich sindsdien weer vrij ontwikkelen.